# One Piece
One Piece je manga serija koju je napisao i ilustrovao Eičiro Oda. One Piece izdaje Shueisha u svom časopisu Weekly Shōnen Jump od 1997. godine. Poglavlja su sakupljena u trenutno 112 tankobon toma. Priča prati avanture Mankija D. Lufija, dečaka kojem je telo postalo kao guma kada je slučajno pojeo Đavolju voćku. Sa svojom piratskom družinom, Slameni pirati, Lufi traga za izgubljenim blagom kralja pirata Gol D. Rodžera, poznato kao „One Piece” da bi postao sledeći kralj pirata. 
U Srbiji, izdavačka kuća Darkvud prevodi One Piece mangu od 2013. godine. Trenutno je prevedeno 35 toma.
Manga je stvorila medijsku franšizu, nakon štо је adaptirana u festivalski film u produkciji studija Production I.G, i anime seriju u produkciji Toei Animation-a, koja je počela da se emituje u Japanu 1999. godine. Pored toga, Toej je razvio petnaest dugometražnih animiranih filmova, jednu originalnu video animaciju i trinaest televizijskih specijalnih epizoda. Nekoliko kompanija je razvilo različite vrste reklamnih materijala i medija, kao što su igre sa kartama i brojne video igre. Viz Media je licencirala mangu za izdavanje na engleskom jeziku u Severnoj Americi i Ujedinjenom Kraljevstvu, a Мadman Entertainment zа Australiju. Anime seriju je licencirao 4Kids Entertainment za izdavanje na engleskom jeziku u Severnoj Americi 2004. godine, pre nego što je licenca odbačena i naknadno ju je kupio Funimation 2007. godine.
One Piece je dobio pohvale za svoju priču, crtež, karakterizaciju i humor. Dobio je mnoge nagrade, a kritičari i čitaoci ga rangiraju kao jednu od najboljih mangi svih vremena. Nekoliko tomova mange oborilo je izdavačke rekorde, uključujući najveći početni tiraž bilo koje knjige u Japanu. U 2015. i 2022. godini One Piece je postavio Ginisov svetski rekord za „najviše kopija objavljenih za istu seriju stripova jednog autora“. Bila je najprodavanija manga jedanaest uzastopnih godina od 2008. do 2018. i jedina je manga koja je imala početnu štampu preko 3 miliona u kontinuitetu više od 10 godina, kao i jedina koja je postigla više od milion primeraka prodatih u svih svojih preko 100 objavljenih tankobon tomova. Štaviše, One Piece je jedina manga čiji su tomovi svake godine bili na prvom mestu u četrnaest godina postojanja „Orikon manga renkinga”.
Od avgusta 2022. godine, One Piece ima preko 516,5 miliona primeraka u cirkulaciji u preko 61 regiona i zemalja, što je čini najprodavanijom mangom na svetu, i najprodavanijim stripom u štampanom formatu. Jedna je od najuspešnijih medijskih franšiza na svetu.

## Sinopsis

### Svet
Svet One Piece-a naseljen je ljudima i mnogim drugim rasama, kao što su patuljci, riboliki ljudi i divovi. Pokrivaju ga dva ogromna okeana, koji su podeljeni masivnim planinskim vencem zvanim Crvena Linija; Opasna Zona, more koje ide okomito na crvenu liniju, dalje ih deli na četiri mora: Severno Plavetnilo, Istočno Plavetnilo, Zapadno Plavetnilo i Južno Plavetnilo. Oko Opasne Zone nalaze se dva regiona koji se zovu Mirni Pojasevi, slični geografskim širinama, u kojima gotovo da nema vetra ili okeanskih struja i predstavljaju plodno tlo za ogromna morska stvorenja koja se zovu Morski Kraljevi. Zbog toga su Mirni Pojasevi veoma efikasne barijere za one koji pokušavaju da uđu u Opasnu Zonu. Međutim, mornarički brodovi, članovi međuvladine organizacije poznate kao Svetska Vlada, mogu da koriste kamen sa morskom prizmom da prikriju svoje prisustvo od Morskih Kraljeva i mogu jednostavno da prođu kroz mirne pojaseve. Svi ostali brodovi su primorani da krenu opasnijim putem, prolazeći kroz planinu na prvoj raskrsnici Opasne Zone i Crvene linije, sistema kanala poznatog kao Izokrenuta Planina. Morska voda iz svakog od četiri mora teče uz tu planinu i spaja se na vrhu da bi tekla niz peti kanal u prvu polovinu Opasne Zone, koju zovu Raj u poređenju sa drugom polovinom. Druga polovina Opasne Zone, iza druge raskrsnice sa crvenom linijom, poznata je kao Novi Svet.

### Priča
Serija se fokusira na Mankija D. Lufija, čoveka koji ima telo od gume, i koji, inspirisan svojim idolom iz detinjstva, moćnim piratom crvenokosim Šenksom, kreće na putovanje iz Istočnog Plavetnila da pronađe mitsko blago, One Piece, i postane kralj pirata. U pokušaju da organizuje sopstvenu posadu, Slameni pirati, Lufi spašava i sprijateljava se sa lovcem na pirate i mačevaocem po imenu Roronoa Zoro, i oni kreću u potragu za blagom. Na putovanju im se pridružuje Nami, navigatorka opsednuta novcem; Usop, snajperista i veliki lažov  i Sanđi, drzak ali odličan kuvar. Dobijaju brod „Going Meri“ i upuštaju se u sukobe protiv ozloglašenih pirata Istočnog Plavetnila. Dok Lufi i njegova ekipa kreću u svoje avanture, drugi članovi se pridružuju posadi kasnije u seriji kada uđu u Opasnu Zonu, uključujući Irvin Irvin Secka, antropomorfizovanog irvasa koji je lekar; Niko Robin, koja je arheolog i bivši član grupe Mustri Baroknih; Franki, kiborg koji je brodogradilac; Bruk, skeleton koji je muzičar i mačevalac; i Đinbe, bivši član organizacije Šićibukai. Kada se „Going Meri“ polomi i ne može da se popravi, Franki pravi njima novi brod koji se zove „Thousand Sunny“ i ulaze u drugi deo Opasne Zone poznat kao Novi Svet. Zajedno, oni se susreću sa raznim piratima, lovcima na glave, kriminalnim organizacijama, revolucionarima, tajnim agentima i raznim drugim prijateljima i neprijateljima dok plove morem u potrazi za svojim snovima.

## Produkcija

### Počeci i inspiracija
Interesovanje Eičira Ode za pirate počelo je u detinjstvu, gledajući animiranu seriju Vicky the Viking, koja ga je inspirisala da nacrta mangu o piratima. Čitanje biografija pirata uticalo je na Odu da uklopi karakteristike gusara iz stvarnog života u priču; na primer, lik Maršal D. Tič je baziran na Edvardu Tiču. Osim istorije pirata, Oda se ugledao na Akiru Torijamu i njegovu seriju Zmajeva kugla, koja je jedna od njegovih omiljenih mangi. Takođe je bio inspirisan Čarobnjakom iz Oza, tvrdeći da ne voli priče u kojima je nagrada za avanturu sama avantura, odlučujući se za priču u kojoj je putovanje važno, ali je još važniji cilj.
Dok je radio kao asistent kod Nobuhira Vacukija, Oda je počeo da crta One Piece 1996. godine. Počelo je kao dve one-shot priče pod nazivom Romantična zora, koja će se kasnije koristiti kao naslov za prvo poglavlje i tom One Piece-a. Obe priče su koristile lik Lufija i elemente koji će se pojaviti kasnije u glavnoj seriji. Prva od ovih kratkih priča objavljena je u avgustu 1996. godine u  magazinu i kasnije u One Piece: Red – Grand Characters vodiču. Druga je objavljena u 41. broju časopisa Weekly Shōnen Jump 1996. godine i ponovo je odštampana 1998. godine u Odinoj zbirci kratkih priča, Wanted!. U intervjuu za TBS, Takanori Asada, originalni urednik One Piece-a, otkrio je da je manga odbijena tri puta pre nego što je Shueisha pristala da objavi seriju u Weekly Shōnen Jump magazinu.

### Razvoj
Prilikom stvaranja Đavolje voćke, Oda je hteo da napravi nešto što bi ispunilo ljudsku želju; rekavši da je bitno da dizajn voćke navede čoveka da želi da je pojede. Nazivi mnogih specijalnih napada, kao i drugi koncepti u mangi, sastoje se od oblika kazivanja u kojima su fraze napisane kandžijima uparene sa idiosinkratičnim čitanjem. Nazivi tehnika nekih likova često se mešaju sa drugim jezicima, a nazivi nekoliko Zorovih tehnika mača osmišljeni su kao šale; izgledaju strašno, ali zvuče kao vrsta hrane kada se čitaju naglas. Na primer, Zorov najpoznatiji napad je Onigiri, što je napisano kao Demon Rascep, ali se izgovara isto kao pirinčana kugla na japanskom. Eisaku Inoue, reditelj animacije, rekao je da nisu koristili ova čitanja kandžija u animeu kako bi bilo manje komičnih situacija. Ipak, Konosuke Uda, režiser, rekao je da veruje da je anime prilično blizak mangi.
Oda je bio „nesiguran” o tome kako će se njegovo delo prevesti. U mnogo slučajeva, engleska verzija One Piece mange koristi jednu onomatopeju za više njih zajedno. Na primer, saaa (zvuk slabe kiše, bliže magli) i zaaa (zvuk jake kiše) su obe prevedene kao fshhhhhhh. Za razliku od drugih manga autora, Oda crta sve što se pomera da bi sve imalo isti izgled, dok ostavlja asistentima da crtaju pozadinu (zgrade, ulice...) baziranoj na njegovim skicama. Ovaj način rada traži veoma striktan režim; Oda crta od pet ujutru, pa sve do dva ujutru sledećeg dana, sa kratkim pauzama. Prva tri dana u nedelji radi na pisanju storyboard-a i preostalo vreme provodi na crtanju i kolorisanju. Kada ga je čitalac pitao u koga je Nami zaljubljena, Oda je odgovorio da neće biti romanse u Lufijevoj posadi. Objasnio je da namerno izbegava romansu u One Piece-u jer je serija šonen manga i dečaci koji je čitaju nisu zainteresovani za ljubavne priče.

### Završetak
Oda je otkrio da je originalno planirao da One Piece traje pet godina, i da već zna kako će se završiti. Međutim, shvatio je da će mu trebati više vremena jer previše voli priču. Godine 2016., devetnaest godina od početka serijalizacije, autor je rekao da je 65% priče završeno. U julu 2018. godine, za 21. godišnjicu One Piece mange, Oda je rekao da je 80% priče završeno, a u januaru 2019., rekao je da je One Piece blizu završetka, ali će verovatni imati preko 100 tomova. U avgustu 2019., Oda je rekao da pretpostavlja da će se manga završiti 2024. ili 2025. godine. Oda je rekao da će kraj biti isti onaj koji je odlučio od početka. Na televizijskom specijalu koji se emitovao u Japanu, Oda je rekao da bi promenio kraj ako bi fanovi uspeli da otkriju kako se završava. U avgustu 2020., Shueisha je izjavila u 35. broju Weekly Shōnen Jump-a da One Piece počinje finalnu sagu. Četvrtog januara 2021. godine, One Piece je sustigao 1000 poglavlja. U junu 2022., Oda je izjavio da će manga imati pauzu od mesec dana da se pripremi za 25. godišnjicu i finalnu sagu, koja će početi sa poglavljem 1054.

## Publikacija

### Glavna serija
Delo mangake Eičira Ode, One Piece serijalizuje Šueiša u šonen manga antologiji Weekly Shōnen Jump od 22. jula 1997. godine. Šueiša je sakupila poglavlja u individualne tankobon tomove. Prvi tom je izašao 24. decembra 1997. godine. Od 4. jula 2025., ukupno 112 tankobona su izašla.
One Piece mangu je za američko tržište licencirala kompanija VIZ Media, i serijalizuje je u manga antologiji Shonen Jump, otkako je magazin pokrenut od novembra 2002. godine, i u pojedinačnim tomovima od 30. juna 2003. godine. Godine 2009., VIZ je izjavio da će svakog meseca izlaziti po pet tomova dok ne sustigne serijalizaciju u Japanu. Nakon što je fizička publikacija Shonen Jump magazina obustavljena, VIZ je počeo objavljivati poglavlja na sajtu Weekly Shonen Jump 30. januara 2012. godine. U Ujedinjenom Kraljevstvu, tomove je prodavala kuća Golanz Manga, od marta 2006., dok nije VIZ Media preuzela izdavaštvo posle 14. toma. U Australiji i Novom Zelandu, tomove izdaje Madman Entertainment od 10. novembra 2008. godine. U Poljskoj, Japonica Fantastica izdaje mangu, Glénat Editions u Francuskoj, Panini Comics u Meksiku,  i kasnije Editorial Ivrea u Argentini, Planeta de Libros u Španiji, Edizioni Star Comics u Italiji, Sangatsu Manga u Finskoj, i Darkwood u Srbiji.

### i
Oda se udružio sa Akirom Torijamom da napravi jednu cross-over mangu od One Piece-a i Zmajeve kugle. Zvanom Cross Epoch, one-shot je izašao 25. decembra 2006. godine u magazinu Weekly Shōnen Jump i aprila 2011. godine u američkom Shonen Jump magazinu. Oda se udružio sa Micutošijem Šimabukurom, autorom Toriko mange, za cross-over njihovih serija koji se zove , koja se pojavila 4. aprila 2011. godine u magazinu Weekly Shōnen Jump. Chopperman: Yuke Yuke! Minna no Chopper-sensei spin-off serija od autora Hirofumija Takeija je počela serijalizaciju u Saikyō Jump magazinu 3. decembra 2010. i završila se 7. оktobra 2011. godine sa ukupno jednim tankobonom. Dobila je nastavak po imenu Chopperman koji je počeo sa serijalizacijom u istom magazinu 3. decembra 2012. i završio se 4. januara 2014. godine sa ukupno pet tankobona.  serija One Piece Party, koju je pisao i ilustrovao Ei Ando, počela je serijalizaciju 4. decembra 2014. godine u magazinu . Manga je završila serijalizaciju 2. februara 2021. godine sa ukupno sedam tankobona. 1. juna 2018. godine počela je serijalizacija nove spin-off serije pod imenom Chin Piece u magazinu Saikyō Jump od autora Jošikazu Amamija i završena je 2. aprila 2020. godine sa ukupno dva tankobona. 18. juna 2018. godine, dve spin-off serije su počele sa serijalizacijom na Shōnen Jump+ sajtu; Koisuru One Piece od autora Daika Ihare i One Piece: Koby-ni no Kobiyama - Uri Futatsunagi no Daihihō koju je crtao i pisao Nakamaru. Druga manga se završila 1. jula 2019. godine sa ukupno tri tankobona. Nova  serija, Fischer's x One Piece: Nanatsunagi no Daihihō, gde je autor Aburakodži Semimaro, pokrenuta je 3. avgusta 2018. godine u  magazinu. Nova  serija, One Piece Gakuen od autora Soheja Kodžija, počela je sa serijalizacijom 2. avgusta 2019. godine u  magazinu. Shokugeki no Sanji spin-off manga od autora Juta Cukude i Šuna Saekija se serijalizovala iregularno u magazinu Weekly Shōnen Jump od 23. jula 2018 do 25. jula 2022. godine. Tankobon sa svim poglavljima je izašao 4. avgusta 2022. godine. One Piece: Episode A, manga adaptacija istoimenog romana, koju je ilustrovao Boiči, serijalizovala se u One Piece Magazinu od 16. septembra 2020. do 2. decembra 2021. godine. Poglavlja su sakupljena u dva tankobona. Boiči je takođe ilustrovao dva poglavlja povodom specijalnih prilika. Prvo poglavlje je broj 51, „Roronoa Zoro upada u more,” koje je izašlo 22. jula 2019. godine zbog 22. godišnjice serijala u magazinu . Drugo poglavlje je broj 411, „Nami VS Kalifa,” koje je izašlo 5. aprila 2022. godine u  magazinu. Ova dva poglavlja su kasnije sakupljena u dva tankobona mange One Piece: Episode A. Naoši Komi je ilustrovao poglavlje 216, „Bibina avantura,” koje je izašlo 30. avgusta 2021 godine u magazinu .

## Povezane medije

### Festivalni filmovi i originalne video animacije
Film One Piece: Defeat Him! The Pirate Ganzack! je producirao studio Production I.G za Jump Super Anime Tour 1998., a režirao Goro Taniguči. Lufija, Nami i Zoroa napada morsko čudovište koje uništava njihov čamac i razdvaja ih. Lufi je pronađen na ostrvskoj plaži, gde spasava devojčicu Medaku od dva gusara. Ganzak i njegova posada su oteli sve meštane, uključujući Medakinog oca i naterali ih da rade. Nakon što su čuli da je Ganzak takođe ukrao svu hranu, Lufi i Zoro žure da je povrate. Dok se bore sa gusarima, jedan od njih kidnapuje Medaku. Počinje borba između Lufija i Ganzaka, koja se završava Lufijevim porazom. U međuvremenu, Zoro je primoran da odustane nakon pretnje da će svi seljani biti ubijeni. Ustaju protiv Ganzaka, i dok se ostrvljani i pirati bore, Nami spašava trojicu zarobljenika. Ganzak gasi pobunu i otkriva svoj oklopni bojni brod. Pirati Slamnatih šešira su primorani da se još jednom bore sa Ganzakom kako bi ga sprečili da uništi ostrvo.
Drugi film, One Piece: Romance Dawn Story, je producirao Toei Animation u julu 2008. godine za Jump Super Anime Tour. Traje 34 minuta i baziran je na prvoj verziji Romantične zore. Uključuje pirate iz Slamnatih šešira do Bruka i njihov drugi brod, „Thousand Sunny“. U potrazi za hranom za svoju posadu, Lufi stiže u luku nakon što je na putu pobedio pirata po imenu Polumesec Gali. Tamo upoznaje devojku po imenu Silk, koju su kao bebu napustili pirati i koju je odgajio gradonačelnik. Njeno vaspitanje navodi da ceni grad kao svoje „blago“. Seljani su pomešali Lufija sa Galijem i uhvatili ga baš kada se pravi Gali vratio. Gali baca Lufija u vodu i planira da uništi grad, ali ga Silk spasava i Lufi juri za Galijem. Njegova posada stiže da mu pomogne i uz njihovu pomoć on vraća blago gradu, nabavlja hranu i uništava Galijev brod. Film je kasnije objavljen na DVD-u zajedno sa Dragon Ball: Yo! Son Goku and His Friends Return!! i Tegami Bachi: Light and Blue Night, koji je bio dostupan samo narudžbinskom ponudom isključivo za stanovnike Japana.
One Piece Film Strong World: Episode 0 originalna video animacija adaptira specijalno manga „poglavlje 0”, koje pokazuje kako su stvari pre i posle smrti Rodžera. Imala je ograničenu prodaju od 3000 DVD-a kao kolaboracija sa House Food brendom.
20. oktobra 2024. godine je prikazan specijal povodom 25. godina anime serije pod nazivom One Piece Fan Letter koja adaptira istoimenu priča iz knjige One Piece Novel: Mugiwara Stories.
Na manifestaciji Anime Japan 22. marta 2025. godine najavljena je net animacija spinof mange Koisuru One Piece koja je prikazivana onlajn svakog dana od 1. do 5. aprila 2025. godine.
Na manifestaciji  10. avgusta 2025. godine najavljeno je da će One Piece Novel: Heroines roman dobiti anime adaptaciju. Režiserka  je Haruka Kamatani, scenario piše Momoka Tojoda i za dizajn likova zadužen je Takaši Kodžima.

### TV serije

#### Anime
Studio Toei Animation proizvodi anime adaptaciju mange. Serija, koja je premijerno prikazana u Japanu na kanalu Fuji TV 20. oktobra 1999. godine, emitovala je više od 1000 epizoda. Takođe su emitovane dve specijalne epizode sa serijom „Toriko“. Prva od njih, koja je ujedno bila i prva epizoda serije „Toriko“, emitovana je 3. aprila 2011. godine. Anime će biti na pauzi od 20. oktobra 2024. do 30. marta 2025. godine. Od 3. novembra 2024. pa do 30. marta 2025. godine biće emitovana remasterizovana verzija Fish-Man Island priče sa novom animacijom i Dolby Atmos zvukom. Imaće 21 epizodu. Anime se vratio 5. aprila 2025. godine.
17. decembra 2023., na Jump Festa '24 manifestaciji, najavljena je rimejk adaptacija anime serije, koju će animirati Wit Studio za Netflix platformu, počevši od sage o Istočnom plavetnilu, povodom proslave 25 godina anime adaptacije. Naziv serije je The One Piece. Režiser je Masaši Koizuka, asistent mu je Hideaki Abe. Kjodži Asano je dizajner likova a Takatoši Honda je glavni direktor animacije. Jasuhiro Kadžino je dizajner čudovišta a Eri Taguči je zadužena za dizajn propa. Taku Kišimoto je scenarista, Ken Imaizumi i Šuhej Fukuda su animatori akcionih scena. Tomonori Kuroda je umetnički direktor i Rjoma Kavamura je producent.
Osmog juna 2004. godine 4Kids Entertainment je stekao licencu za distribuciju One Piece−a u Severnoj Americi. 4Kids je ugovorio Viz Mediju da se bavi distribucijom kućnog videa. Muzičari kompanije 4Kids napisali su novu uvodnu špicu za seriju, pod nazivom Pirate Rap. 4Kids je u svojoj sinhronizaciji izmenio sadržaj i dužinu određenih epizoda, čime su prve 143 epizode smanjene na 104. Sinhronizovane epizode 1–104 (#1–143) premijerno su prikazivane u Sjedinjenim Državama 18. septembra 2004. godine na mreži Fox kao deo vikend programskog bloka FoxBox TV, a kasnije se emitovao na Cartoon Network u njihovom bloku akcionih programa subotom uveče, Toonami u aprilu 2005. godine. Takođe se emitovao u drugim blokovima i sastavima, kao što su u udarnom terminu od ponedeljka do četvrtka uveče i njen radni blok „Miguzi“ radnim danima posle škole. Produkcija je zaustavljena 2006. nakon epizode 143/104. Viz je takođe prekinuo objavljivanje kućnog videa nakon 11. DVDa. Jula 2010. godine, u intervju sa Anime News Network-om, Mark Kirk, potpredsednik digitalnih medija za 4Kids Entertainment, otkrio je da je 4Kids kupio One Piece kao deo paket aranžmana sa drugim animeima, i da kompanija nije videla seriju pre nego što ju je licencirala. Međutim, kada je 4Kids shvatio da One Piece nije prikladan za njihovu demografsku kategoriju, kompanija je odlučila da ga uredi u seriju više orijentisanu na decu dok ne budu imali priliku da legalno odustanu od licence. Kirk je rekao da je iskustvo proizvodnje One Piece−a uništilo reputaciju kompanije. Od tada, 4Kids je uspostavio stroži set smernica i provera kako bi odredio koji anime kompanija kupuje.
Trinaestog aprila 2007. godine, kompanija Funimation je dobila licencu za seriju i počela sa produkcijom sinhronizovane engleske verzije. U intervjuu, glasovni glumac Kristofer Sabat je rekao da je Funimation od samog početka želeo licencu, i da su napravili „test epizodu”, gde je on dao glas Helmepu, a Erik Vejl je pozajmio glas glavnom liku Mankiju D. Lufiju. (Oni će kasnije igrati Roronoa Zoru i Sanđija) Kada su nastavili sa produkcijom na novoj sinhronizaciji, koja je sadržala manje cenzure zbog manje restrikcija na kablovskoj televiziji, Funimation je izdao svoje prvo neskraćeno, bilingualno DVD boks set izdanje koje sadrži 13 epizoda, 27. maja 2008. godine. Kasnije su napravljena 14 DVD boks set izdanja iste dužine.  sinhronizovane epizode su premijerno prikazane na Cartoon Network-u 29. septembra 2007. sve dok nisu bile otkazane 22. marta 2008. godine.  Dvadeset i osmog oktobra 2011., Funimation je na svom zvaničnom sajtu objavio da je dobio prava za epizode 206-263. Osamnaestog maja 2013., neskraćeno izdanje serije krenulo je sa prikazivanjem od 207. epizode na Adult Swim-ovom kasnonoćnom programskom bloku Toonami. One Piece je uklonjen sa Toonami programskog bloka 18. marta 2017. godine.
Maja 2009., Funimation, Toei Animation, Shueisha, i Fuji Television izjavili su da će besplatno simulkastovati seriju sat kasnije od japanskog nedeljnog programskog bloka. Trebalo je originalno da krene 30. maja 2009., sa epizodom 403, ali zbog slabog obezbeđenja, epizoda je „procurela” ilegalno, pa je plan pomeren na 29. avgust 2009., i počela sa epizodom 415. Dvanaestog februara 2013., Manga Entertainment je objavio da će prodavati Funimation sinhronizaciju u Ujedinjenom Kraljevstvu u DVD boks set formatu. Crunchyroll je krenuo da strimuje seriju 2. novembra 2013., u Sjedinjenim Američkim Državama, Kanadi, Južnoj Africi, Australiji, Novom Zelandu i Latinskoj Americi.

#### Igrana serija
Dvadeset i prvog jula 2017., glavni urednik Weekly Shōnen Jump-a Hirojuki Takano je izjavio da će Tomorrow Studios (partnerstvo između Marti Adelstajna i ITV studija) i Šueiša početi produkciju američke igrane serije bazirane na mangi uoči proslave 20. godišnjice serijala. Eičiro Oda će biti izvršni producent serije zajedno sa Adelstajnom i Beki Klemencom. Serija će početi od sage Istočnog plavetnila.
U januaru 2020., Oda je otkrio da je Netflix naručio prvu sezonu od 10 epizoda. Devetnaestog maja 2020., producent Marti Adelstajn je otkrio tokom intervjua za Syfy Wire-om da je serija originalno trebalo da počne sa snimanjem u Kejptaunu negde u avgustu, ali je pomereno za septembar zbog pandemije kovida 19. Takođe je rekao u intervjuu da su svih deset scenografija za epizode već napisane i da će početi sa kastingom u junu. Izvršni producent Mark Ovens je izjavio u septembru 2020. godine da još nisu krenuli sa kastingom.
U martu 2021., produkcija je resetovana sa šouranerom Stivenom Maedom koji je rekao de je „koudnejm” serije Project Roger. Novembra 2021. godine je potvrđeno da su glumci Inaki Godoj kao Manki D. Lufi, Makenju kao Roronoa Zoro, Emili Rad kao Nami, Džejkob Romero Gibson kao Usop i Taz Skajlar kao Sanđi.
U martu 2022. godine, Netflix je objavio dodatne uloge, koje su Morgan Davijes kao Kobi, Ilija Isorelejs Paulino kao Albida, Ajdan Skot kao Helmepo, Džef Vord kao Bagi, Makinli Belčer III kao Aron, Vinsent Regan kao Manki D. Garp i Piter Gadiot kao Šanks.

Zvanični tviter nalog je objavio 30. januara 2023. godine novi poster i informaciju da će serija početi sa emitovanjem 2023. godine na Netflix striming servisu. Serija će početi sa emitovanjem 31. avgusta 2023. godine i imaće osam epizoda. Serija će dobiti drugu sezonu.
Druga sezona će izaći 2025. godine. Juna 2024. godine Netflix tviter nalog je objavio 4 nove uloge za drugu sezonu, koje su Dejvid Dastmalčijen kao Mr. 3, Džasara Džaslin kao Miss Valentine, Kamrus Džonson kao Mr. 5 i Danijel Lasker kao Mr. 9. Istog meseca Netflix tviter nalog je objavio tri nove uloge. To su Klajv Rasel kao Krokus, Verner Koecer kao Dori i Brendan Marej kao Brogi. Četiri nove uloge su otkrivene 27. juna. To su Kalum Ker kao Pušač, Džulija Revald kao Tašigi, Rob Koleti kao Vapol i Taj Keog kao Dalton. Nove uloge koje su najavljene su Kejti Sagal kao Doktorka Kureha, Mark Harelik kao Doktor Hiriluk, Sendil Ramamurti kao Nefertari Kobra i Čaritra Čandran kao Nefertari Bibi. Dve nove uloge koje su otkrivene 18. septembra su Džo Manganijelo kao Mr. 0 i Lera Abova kao Miss All Sunday.
14. januara 2025. godine otkrivene su još tri uloge. Sofija An Karuso kao Miss Goldenweek, Mark Penvil kao Šah i Anton David Jefta kao Kuromarimo. Tri nove uloge koje su otkrivene su Rigo Sančez kao Dragon, Jonda Tomas kao Igaram i Džejms Hirojuki Liao kao Iponmacu.
31. maja 2025. godine prikazan je novi trejler gde se prvi put pojavljuje Tony Tony Chopper i takođe da će druga sezona početi 2026. godine.
Na manifestaciji  10. avgusta 2025. godine najavljeno je da će serija dobiti treću sezonu. Takođe je prikazan novi trejler koji prikazuje nove likove te sezone. Druga sezona se zove One Piece Into the Grand Line.

### Dugometražni filmovi
Petnaest animiranih dugometražnih filmova bazirano na One Piece seriji su izašli u Japanu. Filmovi uglavnom izlaze u martu, kada počinje prolećni odmor u japanskim školama. Filmovi sadrže samostalne, potpuno originalne priče, ili alternativna prepričavanja saga iz serije sa animacijom boljeg kvaliteta nego što je to moguće u nedeljnoj anime seriji. Prva tri filma bila su dupla prikazivanja sparena sa drugim anime filmom, tako da su trajali sat vremena ili kraće. Filmovi sadrže kontradikcije u hronologiji i dizajnu i zato ih čine neuklopivim sa jednim kontinuitetom. Funimation je dobio prava za osmi, deseti i dvanaesti film za prodaju u Severnoj Americi i oni su ih sinhronizovali na engleski jezik.

### Video igrice
franšiza je adaptirana u više video igrica koje su objavile sabsidiari kompanije Bandai i kasnije kao deo Bandai Namco Entertainment. Igrice su objavljene na raznim konzolama, i mobilnim uređajima. Video igrice sadrže žanrove kao što su RPG i Borilački, kao što su naslovi meta-serije Grand Battle!. Serija je debitovala u Japanu 19. jula 2000. godine sa From TV Animation – One Piece: Become the Pirate King!. Proizvedeno je preko 50 igrica iz ove franšize. Pored toga, One Piece likovi su se pojavili u raznim Shōnen Jump igricama, kao što su Battle Stadium D.O.N, Jump Super Stars, Jump Ultimate Stars, J-Stars Victory VS i Jump Force.

### Muzika
Objavljeni su muzički zvučni zapisi zasnovani na pesmama koje su premijerno prikazane u seriji. Kohej Tanaka i Širo Hamaguči komponovali su muziku za One Piece. Različite tematske pesme i pesme karaktera objavljene su na ukupno 51 singlova. Objavljeno je osam kompilacijskih albuma i sedamnaest CD-a sa albumom sa pesmama i temama koje su predstavljene u seriji. Jedanaestog avgusta 2019. objavljeno je da muzička grupa Sakuramen sarađuje sa Kohejem Tanakom na komponovanju muzike za „Wano Country“ priču.

### Romani
Objavljena je serija lajt romana na osnovu prvog filma, pojedinih epizoda anime televizijske serije i svih osim prvog igranog filma. Oni predstavljaju umetnička dela Ode, a napisao ih je Tacuja Hamasaki. Prvi od ovih romana, One Piece: Defeat The Pirate Ganzak! izdat je 3. juna 1999. godine.  je izašlo 17. jula 2000., kao adaptacija sage „Logue Town”. Prvi igrani film koji je adaptiran bio je Clockwork Island Adventure 19. marta 2001. godine. Druga, i do sada poslednja, adaptacija anime televizijske serije, One Piece: Thousand-year Dragon Legend, objavljena je 25. decembra 2001. godine. Adaptacija Chopper's Kingdom on the Island of Strange Animals objavljena je 22. marta 2002., a Dead End Adventure 10. marta 2003. godine. Curse of the Sacred Sword usledio je 22. marta 2004., a Baron Omatsuri and the Secret Island 14. marta 2005. godine. Lajt roman The Giant Mechanical Soldier of Karakuri Castle objavljen je 6. marta 2006., a The Desert Princess and the Pirates: Adventures in Alabasta 7. marta 2007. godine. Sledeći roman adaptira Episode of Chopper Plus: Bloom in the Winter, Miracle Cherry Blossom i objavljen je 25. februara 2008. godine. One Piece Film: Strong World roman je adaptirao istoimeni film i objavljen je 14. decembra 2009, a One Piece 3D: Straw Hat Chase, roman koji adaptira prvi skroz 3D film, objavljen je 22. marta 2011. godine. Sledeći po redi je bio One Piece Film: Z koji je objavljen 17. decembra 2012., a nakon toga je objavljen roman 3D2Y: Overcome Ace’s Death! Luffy’s Vow to his Friends, koji je adaptirao istoimeni televizijski specijal, 3. oktobra 2014. godine.  je objavljen 25. jula 2016. godine. , roman koji pokazuje perspektive običnih ljudi o Slamenim piratima, je objavljen 2. novembra 2017. godine. Sledeći roman, One Piece novel A, koji pokazuje kako je Ejs osnovao svoju piratsu družinu, objavljen je u dva dela; prvi 4. aprila 2018., a drugi 4. juna 2018. godine. Roman je VIZ Media objavila na engleskom pod nazivom One Piece: Ace's Story od 5. maja do 1. septembra 2020. godine. Sledeći roman koji adaptira film, One Piece: Stampede, objavljen je 9. avgusta 2019. godine. , roman koji pokazuje kako je Trafalgar Law osnovao svoju družinu pirata, objavljen je 3. aprila 2020., a One Piece novel HEROINES, koji se fokusira na ženske protagoniste, objavljen je 4. juna 2021. godine. One Piece Film: Red, adaptacija najnovijeg filma, objavljena je 9. avgusta 2022. godine. Druga knjiga,  izašla je 4. marta 2024. godine.

### Umetničke knige i vodiči
Devet umetničkih knjiga i šest vodiča su objavljeni za One Piece seriju. Takođe su objavljena tri vodiča posebno za anime seriju. Prva umetnička knjiga, , je objavljena 19. jula 2001. godine, i na engleskom 8. novembra 2005. godine. Druga umetnička knjiga, , je objavljena 4. novembra 2003. godine; i One Piece: Color Walk 3 – Lion, treća umetnička knjiga, je objavljena 5. januara 2005. godine. Četvrta umetnička knjiga, , objavljena je 4. maja 2010., a One Piece: Color Walk 5 – Shark, objavljena je 3. decembra 2010. godine. One Piece: Color Walk 6 – Gorilla, šesta umetnička knjiga, objavljena je 4. januara 2014., i sedma umetnička knjiga, , je objavljena 4. jula 2016. godine. Osma po redu umetnička knjiga, , objavljena je 3. jula 2018., deveta, One Piece: Color Walk 9 – Tiger, objavljena je 16. septembra 2020., i deseta, One Piece: Color Walk 10 – Dragon, objavljena je 4. aprila 2023. godine.
Prvi vodič One Piece: Red – Grand Characters je objavljen 5. januara 2002. godine. Drugi vodič, , objavljen je 2. avgusta 2002. godine. Treći vodič, , objavljen je 2. aprila 2007., a četvrti, One Piece: Green – Secret Pieces, 4. novembra 2010. godine. Peti vodič, , objavljen je 2. marta 2012., i šesti, Vivre Card - One Piece Visual Dictionary, objavljen je 4. septembra 2018. godine.
One Piece Doors! je kolekcija kratkih priča sa naslovnih strana poglavja i ilustracija sa naslovnih strana. Trenutno su objavljena tri tankobona. Prvi je izašao 4. juna, drugi 4. jula 2018., a treći 4. oktobra 2019. godine.
Prvi vodič za anime One Piece Animation Logbook je objavljen 25. februara 2002. godine. Drugi vodič, , objavljen je 1. maja 2007., i treći, One Piece White! je objavljen 3. avgusta 2012. godine.

### Ostale medije
Ostali One Piece medijski proizvodi su kartaška igra One Piece CCG kompanije Bandai i drama CD koji prati lika Nefertari Bibi, kompanije Avex Trax, objavljen 26. decembra 2002. godine. Toni Toni Secko, nastao po ugledu Hello Kitty lika, korišćen je za nekoliko proizvoda kao saradnja između One Piece i Hello Kitty serijala. Kabuki predstava inspirisana One Piece serijalom održavala se u Šinbaši areni u Tokiju od oktobra do novembra 2015. godine.
Događaj poznat kao One Piece Premier Show održao se u japanskom Universal Studios tematskom parku 2007. godine. Događaj se održava na istoj lokaciji svake godine od 2010. (osim 2020., kada je otkazan zbog pandemije kovida 19). Zaključno sa 2018. godinom, događaj je privukao preko milion posetilaca. Restoran Baratije, izgrađen prema istoimenom restoranu iz mange, počeo je sa radom juna 2013. godine, u Fuji Television štabu. Zatvoreni tematski park koji se nalazi u Tokijskom tornju, koji se zove Tokyo One Piece Tower, pun atrakcija, suvenira i prodavnica, otvoren je 13. marta 2015. godine.
 je prva manga koja je imala „kupola turneju,” gde su događaji održani od 25. do 27. marta 2011. godine u Kjosera areni u Osaki, i od 27. aprila do 1. maja iste godine u Tokijskoj areni. Godine 2014., održana je prva One Piece  izložba u Južnoj Koreji u korejskom ratnom muzeju, dok je druga izložba održana u Hongik kulturnom centru. Godine 2015., održana je izložba u hongkongoškom 3D muzeju.
 je prva atrakcija na ledu koja će se održati u Jokohami od 11. do 13. avgusta i u Nagoji 2. i 3. septembra 2023. godine. U glavnoj ulozi je Šoma Uno koji tumači Manki D. Lufija. Atrakcija će izvesti Arabasta priču.

## Prijem

### Prodaja
je najprodavanija manga na svetu; 2012., Oricon, japanska kompanija koja je započela svoju rang listu najprodavanijih mangi 2008. godine, je izjavila da je One Piece serija prva koja je prodata u 100 miliona primeraka (kompanija nema podatke o prodaji pre aprila 2008. godine). Serija ima preko 300 miliona primeraka u cirkulaciji od novembra 2013. godine; imala je više od 440 miliona primeraka u cirkulaciji u celom svetu od maja 2018. godine; 460 miliona primeraka od decembra 2019. godine; 470 miliona od aprila 2020. godine; 480 milliona primeraka u cirkulaciji u 43 države od februara 2021. godine. Popeo se na 490 miliona primeraka jula 2021. godine. Od avgusta 2022. godine, manga je stigla do 516,560,000 primeraka u cirkulaciji u celom svetu.
One Piece je bila najprodavanija manga jedanaest uzastopnih godina od 2008. do 2018. godine. Godine 2019., prvi put nije bila na vrhu prodaje, gde je zauzela drugo mesto sa prodatih 10,1 milion primeraka, ali je ostao kao najprodavanija manga po prodaji individualnih tankobona u dvanaestoj uzastopnoj godini. Bila je treća najprodavanija manga u 2020. godini, sa preko 7,7 miliona prodatih primeraka, dok su tankoboni 95-97 bili na 23-25 mestu najprodavanijih manga tankobona 2020. godine, iza prvih 22 tankobona Ubice demona. U 2021. godini, bila je šesta najprodavanija manga sa preko 7 miliona prodatih primeraka, dok su tankoboni 98, 99 i 100 bili šesti, osmi i deveti najprodavaniji tankoboni. Bila je četvrta najprodavanija manga 2022. godine, sa prodatih 10,3 miliona primeraka, dok su tankoboni 101-103 bili na drugom, trećem i četvrtom mestu najprodavanijih tankobona. Tankoboni 105-107 bili su na prvom, trećem i sedmom mestu najprodavanijih tankobona 2023. godine, sa ukupno prodatih 4,9 miliona primeraka. Tankobon 108 je bio Šueišin najveći prvi tiraž manga tankobona u 2023-2024 (period između aprila 2023 i marta 2024), sa 3.2 miliona primeraka odštampano. Tankobon 109 je bio Šueišin najveći prvi tiraž manga tankobona u 2024-2025 (period između aprila 2024 i marta 2025), sa 3.2 miliona primeraka odštampano.
One Piece individualni tankoboni su oborili razne izdavačke i prodajne rekorde u Japanu. Godine 2009., tankobon 56 je imao početnu štampu od 2,85 miliona, što je tada bio najveći broj za bilo koju mangu. Godine 2010., tankobon 57 je imao početnu štampu od 3 miliona, rekord koji je prevaziđen više puta narednim tankobonima. Šezdeseti broj je imao početnu štampu od 3,4 miliona i bila je prva knjiga koja je prodata u preko dva miliona primeraka u svojoj prvoj nedelji na Oricon renkingu, i kasnije je postala prva knjiga koja je prodala više od tri miliona primeraka u njihovoj istoriji. Godine 2012., tankobon 67 je imao prvu štampu od 4,05 miliona, držeći rekord za tankobon sa najvećim brojem prve štampe.  je jedina manga koja je imala prvu štampu od preko 3 miliona primeraka zaredom za više od deset godina. U septembru 2021. godine, izjavljeno je da od 100 tankobona izdatih do tad, svaki je prodao preko milion primeraka. Takođe, One Piece je jedina manga koja je bila prva u prodaji za deset uzastopnih godina od početka Oricon renkinga 2008. godine.
One Piece se dobro prodaje i u Severnoj Americi, plasirajući se na Publishers Weekly listu najprodavanijih stripova za april/maj 2007. godine i više puta na The New York Times listu najprodavanijih mangi. Na listama ICv2-a za 25 najprodavanijih mangi za jesen 2008. godine u Severnoj Americi i Nielsen BookScan-a za top 20 grafičkih romana, One Piece je bio na petnaestom mestu. Podigao se na drugo mesto u trećem kvartalu 2010. godine. Od avgusta 2022. godine, manga je prodala 2,9 miliona štampanih primeraka u Severnoj Americi (računajući individualna i omnibus izdanja).
U Francuskoj, One Piece je najprodavanija manga od 2011. godine, sa prodatih 31,80 miliona primeraka od avgusta 2022. godine. Manga je veoma popularna u toj državi, gde njena prodaja predstavlja 8,5% od cele prodaje svih mangi od 2021. godine. Prvi tankobon je prodao više od milion primeraka u Francuskoj od jula 2021. godine. Stoti tankobon je imao najveću prvu štampu ikada za mangu na francuskom tržištu, gde je prodala 131,270 primeraka za samo tri dana, što ga čini najprodavanijim manga tankobonom u toj nedelji. Manga je prodala 6,011,536 primeraka u 2021. godini. Ovaj odnos predstavlja skoro 20% ukupne prodaje u državi; skoro jedan u pet tankobona koji je prodat je iz te serije.
U Italiji, One Piece ima 18 miliona primeraka u cirkulaciji od aprila 2021. godine, što predstavlja 22,5% tržišta za tu seriju van Japana. U septembru 2021. godine, ograničeno izdanje 98-og tankobona je bio na prvom mestu najbolje prodavanih knjiga te nedelje, prvi put da je manga to dostigla.
U Nemačkoj, One Piece je druga najprodavanija manga posle Zmajeve kugle. Manga je prodala 6,7 miliona primeraka u državi.

### Recenzije
Alen Divers sa Anime News Network sajta kaže u 2003. godini da je umetnički stil koji One Piece koristi „prvobitno veoma animiran i inspirisan američkim stripovima“, dodajući da „crtež i svet izgledaju vanvremensko.“ Takođe je rekao da se vidi inspiracija od Akire Torijame u Odinom stilu pisanja, odnosno njegovim „epskim bitkama koji su pripojeni sa dosta humora“ i da, u One Piece serijalu, on uspeva da „ispriča grandioznu priču bez previše komplikovanih detalja.“ Rebeka Silverman sa istog sajta je rekla da je jedna od vrlina serijala to što može da „kombinuje akciju, humor i dramu“ i pohvalila je crtež, ali je dodala da kadrovi mogu da budu previše detaljni. Vebsajt activeAnime je opisao crtež kao „predivno kapriciozan i ekspresivan“.  je izjavio da se Odin „veseo i dinamičan“ crtež uklapa sa pričom koja ima „komičnu i uzbudljivu“ atmosferu. Isaija Kolbert sa Kotaku sajta je nazvao One Piece „remek-delom“, hvaleći Odine likove, svet i balans između „smešnih i ozbiljnih tema“. Dejl Bašir iz IGN kompanije je napisao da se One Piece fokusira na svet, avanture i prikaz slobode, umesto „uobičajenih šonen bitki“ kao u Zmajeva kugla i Naruto serijalima. Bašir je završio sa: „Iako se ne bi svako posvetio franšizi koja još nije završena, verujte kada vam kažem da je definitivno vredna toga.“
EX Media pohvaljuje Odin crtež, odnosno njegove „oštre” linije, „odlično senčenje“ na obojenim stranama, i „izvanredno“ korišćenje perspektive, kao i njegovu doslednost. Šenon K. Geriti, bivši urednik u engleskom Shonen Jump-u, rekla je da je radeći na Odinoj mangi, svakim danom bila sve više oduševljena. Kaže da „on lako i razigrano vlada često restriktivnim nedeljnim manga formatom,“ i govori da „zanimljive stvari se dešavaju duboko u narativnoj strukturi,“ i preporučuje „da pročitate i kasnije tomove kako biste videli razvoj crteža“. Džered Pajn iz Mania Entertainment-a je prokomentarisao: „One Piece je zabavna avanturistička priča, sa likovima koji nastavljaju da se razvijaju, sa sjajnom akcijom i karakternom dramom.“ Pohvalio je Odin umetnički stil kao „maštovit i kreativan“ i prokomentarisao da „Odina mašta preplavljuje sve kadrove“. Takođe je primetio da „Odin rad na kadrovima ima mnogo interesantnih perspektiva i pravaca, posebno tokom eksplozivnih akcionih sekvenci koje su uvek uzbudljive“.
U martu 2021. godine, kreator serijala Kidō Senshi Gundam Jošijuki Tomino, rekao je u intervju da je One Piece „jedina manga kojoj veruje“. Pohvalio je mangu, komentarišući: „Radimo u istom studiju i video sam storyboard-e blizu fotokopir mašine. Za razliku od mojih, njegovi storyboard-i su dobri. Ali, znate, među popularnim mangama postoje mange sa lepim crtežom i mange sa lošim crtežom, ali koje su ipak zanimljive. I ne verujem mangi koja ima prelep crtež osim ako to nije One Piece.“
Posle izlaska stotog toma, glavni urednik Weekly Shōnen Jump magazina, Hirojuki Nakano, je objasnio kako je One Piece promenio istoriju mange i način na koji se pravi. Nakano je rekao da je Weekly Shōnen Jump „igra nedeljne popularnosti“, i pre One Piece serijala se fokusirao na nešto „što je interesantno ove nedelje, ne misleći na narednu“; međutim, serija je dostigla ogromnu popularnost zbog njenog stila koji se sastoji od interesatne priče i detaljnih naslućivanja, dodajući da je serija imala ogroman uticaj na ostale serijale. Nakano je pohvalio Odu za njegovu „strast, talenat i snagu“ i njegovu „neumornu volju“ da nacrta priču za dečake i devojčice, govoreći da on obara očekivanja čitalaca, verujući u da „ne treba prevariti čitaoca“ i da „postoji nešto interesantno nakon toga.“

### Nagrade i priznanja
je bio nominovan za Kodanšinu nagradu za mange u šonen kategoriji 1999. godine. Bio je finalista za Kulturološku nagradu Tezuka Osamu tri puta zaredom od 2000. do 2002. godine, sa najvećim brojem glasova od fanova u prve dve godine. Manga je dobila nominaciju za najbolju manga seriju u Nikelodeonovom magazinu za strip nagrade 2009. godine. Godine 2012., serija je osvojila glavnu nagradu na 41. dodeli Udruženja japanskih karikaturista zajedno sa mangom Neko Darake autora Kimuči Jokojame. Godine 2014., dobila je zlatnu medalju na 18. dodeli nagrade koju sprovodi kompanija Jomiuri. Iste godine osvojila je nagradu za novinsko oglašanje u kategoriji za oglase. i na nagradu Dencu u kategoriji za oglase.
One Piece tankobon 46 je bio najbolja manga 2007. godine, prema Orikonovom komitetu za japansku knjigu godine u kategoriji za akciju. Godine 2011., serija je izabrana kao najbolja manga koja je još u serijalizaciji za sve uzraste/tinejdžere po proceni kritičara iz About.com, Anime News Network i ComicsAlliance kompanija. Serija je rangirala na listi „knjiga godine“ koju održava Da Vinči magazin, gde učestvuju profesionalni kritičari knjiga, radnici u knjižarama i Da Vinči čitaoci; bila je na petom mestu 2011. godine; na drugom mestu 2012.; na trećem 2013.; na drugom 2014., 2015. i 2016.; na trećem mestu 2017. i 2018.; na drugom 2019.; na trećem mestu 2020. i 2021. i na drugom mestu 2022. godine.
Nemački prevod mange je osvojio nagradu Sonderman u kategoriji za internacionalne mange. Serija je dobila nagradu za 44. broj 2008. i za 48. broj 2009. godine.  je osvojio AnimeLand nagradu na 19. anime i manga Grand Prix takmičenju u kategoriji za „najbolji klasičan šonen“ 2012. godine.
U glasanju koje je pokrenuo Orikon 2008. godine za „najsrceparajućiju mangu ikada“, One Piece je osvojio prvo mesto u muškoj i ženskoj kategoriji. U još jednom Orikon glasanju iz 2008. godine, tinejdžeri su je izglasali za najinteresantniju mangu. Na Tensentovom anime i manga veb portalu, One Piece je bio na prvom mestu za „mangu koja mora pročitati kineska omladina“. Na glasanju iz 2014. godine koje sprovodi eBookJapan o „mangi koja deca hoće da pročitaju“ za Dečji dan čitanja,“ i koje sponzoriše Ministarstvo prosvete, kulture, sporta, nauke i tehnologije, serija je dobila prvo mesto.
Petnaestog juna 2015. godine, objavljeno je da su Eičiro Oda i One Piece postavili Ginisov svetski rekord za „najviše kopija objavljenih za istu seriju stripova jednog autora“ sa 320,866,000 odštampanih primeraka od decembra 2014.; rekord je oboren 4. avgusta 2022. godine, kada je prestigla 500 miliona primeraka u cirkulaciji, uključujući štampane i digitalne kopije (416,566,000 u Japanu i 100 miliona primeraka u 60 država i teritorija van Japana). Serija je bila na četvrtom mestu na prvoj dodeli nagrade Cutaja za stripove, u kategoriji za „najbolji strip svih vremena“ 2017. godine. Godine 2021., TV Asahi je objavio rezultate za „opšte manga glasanje” gde je 150 hiljada ljudi glasalo za svoju omiljenu mangu. One Piece je dobio prvo mesto.
Godine 2014., atrakcija One Piece Premiere Summer je dobila nagradu za „najbolju produkciju“ od strane Internacionalne asocijacije za zabavne parkove i atrakcije.

### Kulturni uticaj
Na Olimpijadi u Tokiju, grčki sportista Miltijadis Tentoglu je uradio Gear Second pozu pre nego što je osvojio zlatnu medalju u skoku na dalj u muškoj kategoriji. Gen u vinskoj mušici (Drosophila melanogaster) je nazvan Baramicin, delimično inspirisan One Piece likom Bagijem. Gen kodira protein koji je podeljen na više delova.
Povodom dvadesete godišnjice od kada je manga pokrenula serijalizaciju, 22. jul je u Japanu proglašen za One Piece dan.

### Proizvodi
| Datum                       | Prodaja                                      | Napomene                       | Ref                     |
| --------------------------- | -------------------------------------------- | ------------------------------ | ----------------------- |
| 1999.–јун 2004.             | preko milijardu долара                       | Samo u Japanu                  | [ 311 ]                 |
| 2005.                       | ¥12,4 milijarde jena (113 miliona долара)    | Japanski licencirani proizvodi | [ 312 ] [ 313 ]         |
| април 2008.–децембар 2009.  | ¥2,7 milijarde jena (29 miliona долара)      | Samo igračke                   | [ 314 ] [ 315 ]         |
| 2010.–2011.                 | ¥113,5 milijardi jena (1,422 miliona долара) | Japanski licencirani proizvodi | [ 316 ] [ 317 ]         |
| 2012.                       | ¥100 milijardi jena (1,253 miliona долара)   |                                | [ 318 ]                 |
| 2013.                       | ¥60,759 milijardi jena (623 miliona долара)  | Japanski licencirani proizvodi | [ 319 ]                 |
| 2014.                       | ¥48,672 milijardi jena (459 miliona долара)  | Japanski licencirani proizvodi | [ 320 ]                 |
| април 2016.–март 2017.      | ¥5,7 milijardi jena (52,39 miliona долара)   | Samo igračke                   | [ 321 ]                 |
| април 2017.–децембар 2017.  | ¥3,6 milijardi jena (33,09 miliona долара)   | Samo igračke                   | [ 321 ]                 |
| 2018–2019                   | ¥51 milijardi jena (468 miliona долара)      | Japanski licencirani proizvodi | [ 322 ] [ 323 ] [ 324 ] |
| јануар 2020.–децембар 2020. | ¥6,2 milijarde jena (60 milliona долара)     | Samo igračke                   | [ 321 ] [ 325 ]         |
| Ukupna prodaja              | preko 5,514 milijardi долара                 |                                |                         |

## Spoljašnji izvori
- Zvanični japanski vebsajt (језик: јапански)
- Zvanični japanski manga vebsajt (језик: јапански)
- Zvanični engleski vebsajt (језик: енглески)